# Estación de Bóveda
Bóveda fue un apeadero ferroviario situado en el municipio español de Bóveda en la provincia de Lugo, en la comunidad autónoma de Galicia. 

## Situación ferroviaria
La estación se encontraba en el punto kilométrico 372,2 de la línea 800 León-La Coruña de ancho ibérico, entre las estaciones de Rubián y de Monforte de Lemos. El tramo es de vía única y está sin electrificar.

## Historia
La estación se abrió al tráfico el 31 de agosto de 1883 con la puesta en marcha del tramo Toral de los Vados-Oural de la línea que pretendía unir Palencia con La Coruña por parte del Estado.
El 11 de febrero de 1977 un expreso que cubría el trayecto entre Irún y La Coruña accedió a la estación por una vía muerta que acababa en una topera situada junto a la vivienda de la estación. El tren se llevó por delante la topera e impactó contra el edificio, que se vino abajo. El accidente produjo 9 heridos.
No tiene servicios de viajeros desde el 28 de septiembre de 1999.